# 3-metilpentano
El 3-metilpentano es un alcano de cadena ramificada con fórmula molecular C6H14.